# Driver: You Are the Wheelman
Driver: You Are the Wheelman, ou simplesmente Driver, é um jogo eletrônico de vídeo game lançado em 1999, foi desenvolvido pela Reflections Interactive. O jogo é o primeiro da série Driver.

## Sobre o jogo
John Tanner, um detetive de NYPD disfarçado, devido à sua impressionante capacidade de condução, deve ganhar a confiança dos patrões do sindicato através da realização de missões cada vez mais difíceis.
O game é jogado em quatro cidades (Miami, San Francisco, Los Angeles e Nova York), como muitos jogos, permanecem apenas parcialmente fiel ao layout original da cidade, mas especialmente destacados para explorar ambientes do mundo aberto.
O game foi desenhado para se parecer com os filmes dos anos 60 e 70 de perseguições de carros. O título e o tema de base parecem ser fortemente inspirado no filme Caçador de Morte (1978) pelo diretor Walter Hill. Mais notavelmente, o nível de treinamento no início do jogo é uma cópia de uma cena no filme em que o condutor provar suas habilidades para alguns bandidos em uma garagem. A música, o design de caráter geral nas cenas cortadas, e os próprios veículos (com calotas que voam), são inspirados em filmes como Bullitt e até mesmo programas de televisão como Starsky and Hutch. O jogo também inclui um modo de Diretor, na qual a corrida poderia ser repetida com câmeras escolhidas pelo jogador, e uma repetição rápida, onde as câmeras são automaticamente selecionadas.
Além do modo Undercover, o jogador também tem a opção de andar em torno das cidades (uma vez que foram desbloqueadas). O jogo ainda possui outros modos entre eles, perseguição, fuga, corrida contra o tempo usando checkpoints, e carnificina (infligir o máximo dano possível somente na versão PC). Depois do jogo ser terminado (o jogador pode usar senhas secretas como pular a missão da garagem, imunidade, super velocidade, modo de visão top down entre outros. Uma vez o jogo terminado na versão PC, o jogador pode dar passeio curto em Newcastle, usando um Jaguar XJ40 '75. O mapa é extremamente limitado, e serve apenas para dar uma volta na cidade natal da marca fundadora do jogo.
Inicialmente, foi apenas lançado para PlayStation, Windows e Mac portas foram liberadas menos de um ano depois. Uma versão especial para Game Boy Color foi lançado, com vista top-down, e apenas três cidades (São Francisco, foi removido), e missões a menos.

## Cidades e Carros
O jogo possui 4 cidades, e em cada uma o jogador utiliza um carro diferente.

#### Miami
- 1971 Buick Skylark e Buick Regal (usado em apenas algumas missões)
- 1967 Chevrolet Camaro SS Custom (missão Superfly Drive).

#### San Francisco
- 1967 Ford Fairlane
- 1979 Ford LTD-S Taxi.
- 1977 Mercury Monarch (apenas na versão PC).

#### Los Angeles
- 1974 Dodge Monaco Sedan.
- 1974 Chevrolet Camaro Z28.
- 1971 Chevrolet Chevelle SS (apenas na versão PC).

#### Nova Iorque
- 1972 Chevrolet Nova
- 1979 Cadillac DeVille Presidential (Missão Final).

Driver ainda possui outros carros utilizados em missões:
- 1986 Dodge Ram
- 1979 Dodge St. Regis (Versão Policial).
- 1979 Ford LTD-S Taxi
- 1966 Pontiac Grand Prix.

Carros Secretos versão PC:
- 1979 Cadillac DeVille
- 1960 Ferrari 250 GT SWB
- 1955 Ford Thunderbird
- 1975 Jaguar XJ40

## Prêmios
- E3 1999 Game Critics Awards: Melhor jogo de corrida
- Ranking #12 da lista da IGN "Os 25 melhores jogos de todos os tempos" Playstation